# Roberto Salomone
Roberto Marcelo Salomono Martínez (* 16. Januar 1944 in Argentinien) ist ein ehemaliger argentinischer Fußballspieler auf der Position eines Stürmers.

## Laufbahn
Salomono begann seine Profikarriere beim Club Atlético Atlanta, bei dem er von 1964 bis 1967 unter Vertrag stand. Anschließend wechselte er zum Racing Club; einem der populärsten Vereine des Landes, bei dem er von 1968 bis 1970 unter Vertrag stand. Nach einem Zwischenstopp bei Ferro Carril Oeste wechselte Salomono 1971 nach Mexiko zum Club León, mit dem er in der Saison 1971/72 den mexikanischen Pokalwettbewerb und den Supercup gewann und in den Spielzeiten 1972/73 und 1974/75 Vizemeister der mexikanischen Liga wurde.
1977 kehrte Salomono in seine Heimat zurück und spielte zunächst einige Monate beim CA San Martín de Tucumán, bevor er seine aktive Laufbahn 1978 bei seinem ehemaligen Verein Atlanta beendete.

## Erfolge
- Mexikanischer Pokalsieger: 1972
- Mexikanischer Supercup: 1972